# Митниця (Золочівський район)
Ми́тниця — село в Україні, у Бродівській міській громаді Золочівського району Львівської області. Колишній орган місцевого самоврядування — Комарівська сільська рада, якій підпорядковувались села Митниця, Антося, Комарівка, Корсів, Кіз'я.  Населення становить 73 особи. 

## Географія
Село Митниця розташоване за 113 км від обласного центру, 67 км від районного центру та 25 км від адміністративного центру міської громади. За 26 км знаходиться найближча залізнична станція Броди.

## Історія
12 червня 2020 року, відповідно до розпорядження Кабінету Міністрів України № 718-р «Про визначення адміністративних центрів та затвердження територій територіальних громад Львівської області», село увійшло до складу Бродівської міської громади.
19 липня 2020 року, в результаті адміністративно-територіальної реформи та ліквідації Бродівського району, село увійшло до складу новоствореного Золочівського району.

## Населення
За даними всеукраїнського перепису населення 2001 року у селі мешкало 77 осіб. У 2010 році — 73 особи.

### Мова
Розподіл населення за рідною мовою за даними перепису 2001 року був наступним:
| українська | 77 | 100,00 |

## Історія та сьогодення
Нині в селі діє Народний дім «Просвіта» (керівник Микитюк Ганна Романівна).